# Neon punctulatus
Neon punctulatus är en spindelart som beskrevs av Karsch 1880. Neon punctulatus ingår i släktet Neon och familjen hoppspindlar. Inga underarter finns listade i Catalogue of Life.